# Chlorocypha ghesquierei
Chlorocypha ghesquierei (лат.) — вид стрекоз из семейства Chlorocyphidae. Африка: Демократическая Республика Конго. Рассматривается МСОП в статусе Виды, для оценки угрозы которым недостаточно данных.

## Описание
Среднего размера стрекозы. Самец отличается от сходных видов с (а) полностью красной спинной поверхностью брюшка и (б) полностью чёрными ногами; он (1) довольно маленький, Hw 21,0—22,0 мм, а не 22,0—25 мм. 0 мм; имея (2) тёмное лицо с заметными двойными бледными (вероятно, жёлтыми или голубыми при жизни) пятнами на лабруме и бледными полосками, простирающимися в виде узких клиньев вдоль глаз; (3) имеет тёмную грудь с бледными передне-плечевыми полосами, которые с возрастом темнеют, оставив только две желтоватые полосы по бокам; и (4) довольно интенсивно чёрный верх брюшного сегмента S2, контрастирующий с почти немаркированным остальным брюшком. Экология неизвестна, но, вероятно, обитают в реках или ручьях, затенённых лесом или на открытых участках. Возможно, часто с погружёнными в воду корнями, мёртвыми стволами или ветвями и/или грубым детритом. От 300 до 900 м над уровнем моря.